# María José Maza
María José Maza (sinh ngày 16 tháng 10 năm 1990 tại Guayaquil) là một người mẫu và thí sinh của các cuộc thi sắc đẹp.

## Tiểu sử

### Đầu đời
María José Maza sinh ở Guayaquil, có thể sử dụng các thứ tiếng như tiếng Tây Ban Nha và tiếng Anh. Cô đang theo học ngành Marketing tại Universidad Católica de Santiago de Guayaquil.

## Các cuộc thi nhan sắc

### Hoa hậu Ecuador 2011
Maza thi đấu tại cuộc thi Hoa hậu Ecuador 2011, cuộc thi mà cô là một ứng viên sáng giá, nhưng vào cuối đêm thi cuối cùng, cô bị loại và không được xếp hạng.

### Hoa hậu Bikini Quốc tế 2011
Là thí sinh của Hoa hậu Ecuador 2011, cô được tuyển chọn và chỉ định bởi Tổ chức Hoa hậu Ecuador làm đại diện cho đất nước này tham gia cuộc thi Hoa hậu Biki Quốc tế 2011, cuộc thi cô vào đến Top 12, được tổ chức tại Thanh Đảo, Trung Quốc.

### Hoa hậu Panamerican 2013
Cô là thí sinh đại diện cho Ecuador tham gia cuộc thi Hoa hậu Panamerican 2013 được tổ chức tại thành phố Panama, Panama và giành vương miện thứ hai về cho Ecuador.

### Hoa hậu Caraibes Hibiscus 2013
Vào năm 2013, cô được chọn làm đại diện cho Ecuador tại Hoa hậu Caraibes Habicus 2013, được tổ chức tại Saint Maarten, cuộc thi mà cô kết thúc với vị trí Á hậu 2.

### Hoa hậu Trái Đất Ecuador 2014
Cô được chỉ định vào tháng 8 năm 2014 bởi José Delgado, giám đốc Hoa hậu Trái Đất Ecuador, trở thành đại diện quốc gia để thi đấu trong cuộc thi Hoa hậu Trái Đất 2014.